# 求精学堂
29°54′6.78″N 121°38′52.79″E / 29.9018833°N 121.6479972°E
求精学堂位于中国浙江省宁波市鄞州区梅墟街道求精路3号，清朝建筑，由谢天锡创办于光绪三十四年（1908年），位于原西方寺址，现存建筑坐北朝南，由西式教学楼、中式礼堂、厢房改建的教室、教师宿舍组成，西式教学楼为两层砖混式西式建筑，一层设有教室和办公室各一间，二层设有教室三间，中式礼堂由原西方寺大殿改建而来，两侧设有厢房，共两层，上下两层均设有教室一间，礼堂西侧设有平房，为教师宿舍，2023年9月1日公布为宁波市文物保护单位。